# Makeni
Makeni är en stad i Northern Province i distriktet Bombali i Sierra Leone. Staden hade 124 634 invånare vid folkräkningen år 2015.

## Befolkningsutveckling
| Befolkningsutvecklingen i Makeni 1974–2015 | Befolkningsutvecklingen i Makeni 1974–2015 | Befolkningsutvecklingen i Makeni 1974–2015 | Befolkningsutvecklingen i Makeni 1974–2015 | Befolkningsutvecklingen i Makeni 1974–2015 |
| ------------------------------------------ | ------------------------------------------ | ------------------------------------------ | ------------------------------------------ | ------------------------------------------ |
|                                            |                                            |                                            |                                            |                                            |
| År                                         |                                            |                                            | Folkmängd                                  |                                            |
| 1974                                       | 1974                                       |                                            | 26 781                                     |                                            |
| 1985                                       | 1985                                       |                                            | 40 038                                     |                                            |
| 2004                                       | 2004                                       |                                            | 80 840                                     |                                            |
| 2015                                       | 2015                                       |                                            | 124 634                                    |                                            |
|                                            |                                            |                                            |                                            |                                            |

## Kända personer från Makeni
- Ernest Bai Koroma, Sierra Leones president 2007–
- Brima Koroma, fotbollsspelare